# كيفن هاردي
كيفن هاردي (بالإنجليزية: Kevin Hardy)‏ هو لاعب كرة قدم أمريكية أمريكي، ولد في 28 يوليو 1945 في أوكلاند في الولايات المتحدة.